# Demoiselle
Demoiselle är en fransk titel, från medeltidslatinets dominicella, av latinets domina, husfru, härskarinna. Från början avsågs därmed adlig jungfru eller fru. Senare användes det som beteckning för ogift kvinna av ofrälse börd. Jämför svenska mamsell och franska mademoiselle.